# Caprice de princesse
Pour plus de détails, voir Fiche technique et Distribution.
Caprice de princesse est un film franco-allemand réalisé par Henri-Georges Clouzot et Karl Hartl, sorti en 1933.
Caprice de princesse réalisé par Henri-Georges Clouzot et sorti en 1934, est la version française de Ihre Durchlaucht, die Verkaüferin réalisé par Karl Hartl et sorti le 4 novembre 1933 à Berlin.

## Synopsis
Irène, une princesse capricieuse tombe amoureuse d'André, un historien littéraire qui ne supporte pas du tout ses manies. Elle usera d'un subterfuge pour le conquérir qui risque de se retourner contre elle.

## Fiche technique
- Titre : Caprice de princesse
- Réalisation : Henri-Georges Clouzot et Karl Hartl
- Scénario : Louis Verneuil, Irma von Cube, Karl Hartl et Henri-Georges Clouzot d'après l'opérette de Georges Berr et Louis Verneuil
- Production : Arnold Pressburger, Gregor Rabinovitch
- Musique : Ralph Benatzky et Willy Schmidt-Gentner
- Photographie : Franz Planer
- Pays d'origine :  France -  Reich allemand
- Format : Noir et blanc - 1,37:1 - Mono
- Durée : 85 minutes
- Date de sortie : 1933

## Distribution
- Marie Bell : Isabelle
- Armand Bernard : Barnabé
- Roger Dann : Octave
- Gaston Jacquet : Super intendant
- Gaston Mauger : Le Capitaine
- Albert Préjean : André Méry
- Germaine Roger : Henriette
- Sinoël : Marin
- Guy Sloux